# Rheinische Schecke

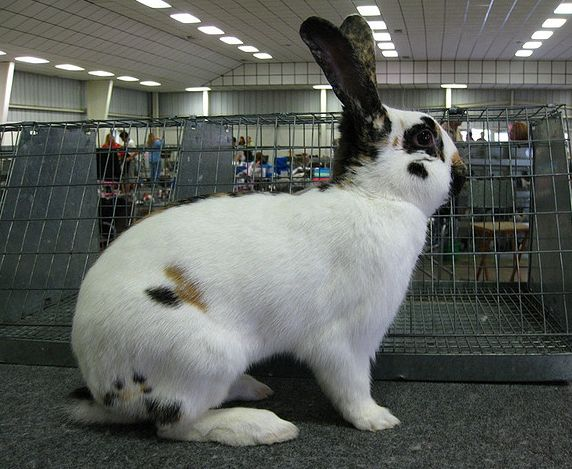
Rheinische Schecke

Die Rheinische Schecke ist eine mittelgroße (3,75 bis 4,5 kg) Kaninchenrasse.

## Aussehen und Besonderheiten der Rheinischen Schecke
Die Kopfzeichnung gleicht der der anderen Punktscheckenrassen, sie umfasst die Schnauzenzeichnung (den so genannten Schmetterling), die schmale, aber gleichmäßig breite Augeneinfassung, die beidseitigen Backenpunkte und die möglichst scharf abgegrenzte Ohrenzeichnung. Der Schmetterling sitzt auf der Nasenkuppe und fasst mit seinen Flügeln die Schnauze bis über die Mundwinkel. Der Unterkiefer soll möglichst weiß sein.
Zur Rumpfzeichnung gehört der Aalstrich, der, unmittelbar hinter den Ohren beginnend, etwa 2 cm breit auf dem Rückgrat entlang bis zur Blumenspitze verläuft und die 6–8 möglichst frei stehenden Seitenflecken an den Flanken.
Die Abzeichen der Rheinischen Schecke sind zweifarbig gelb und schwarz gefärbt, alle Abzeichen mit Ausnahme der Backenpunkte sollen beide Farben aufweisen.
Die Rheinische Schecke gehört wie die Deutsche Riesenschecke, die Englische Schecke und die Kleinschecken zu den Punktscheckenrassen.
Wie die anderen Punktschecken auch, ist die Rheinische Schecke spalterbig. Verpaarung typgerechter Tiere untereinander führt zu 25 % japanerfarbigen Tieren, 50 % Typschecken und 25 % so genannten Hellschecken. Die meist nicht lebensfähigen Hellschecken zeigen nur einen unvollständigen Aalstrich und keine Seitenzeichnung. Hervorgerufen wird dieser Erbgang durch den Faktor für Punktscheckung (Deutsches Symbol k/K, englisch en/En), der mit einem so genannten Letalfaktor verknüpft ist, der dazu führt, dass Hellschecken eine deutlich verminderte Lebensfähigkeit aufweisen. Aus Tierschutzgründen wird daher die Verpaarung einfarbiger mit typgerechten Tieren empfohlen.
Die entsprechende Erbformel lautet:

AbjCDgK/AbjCDgk (Deutsche Symbolik) bzw. aBCDej En/aBCDej en (Englische Symbolik).

## Geschichte der Rasse
Die Rasse stammt, wie ihr Name, aus dem Rheinland. Der Postbeamte Josef Heintz aus Grevenbroich züchtete Japaner. Sein Nachbar erhielt durch Kreuzung einer grau-weißen Schlachtkaninchenhäsin mit einem Japanerrammler von Heintz ein dreifarbig geschecktes Tier, das Heintz sich erbat. Mit diesem Tier begann er etwa 1902 eine dreifarbige Scheckenrasse zu züchten, die er bereits 1905 ausstellte. Anfangs gab es noch Diskussionen über verschiedenen Zuchtrichtungen der Rheinischen Schecke, so bevorzugten manche Züchter Tiere mit weißen Nasen anstelle des Schmetterlings, andere strebten eine Kettenzeichnung ähnlich der Englischen Schecken, bis man sich auf das Zeichnungsbild der Riesenschecke einigte.

## Ähnliche Rassen
Die Englische Schecke im Farbenschlag japanerfarbig-weiß besitzt die gleiche Erbformel, ist aber etwas kleiner (2,50 bis 3,25 kg) und zeigt eine andere Verteilung der Zeichnung.
In den Bewertungsbestimmungen für Rassekaninchen in sozialistischen Ländern wurde die Rheinische Schecke als Dreifarbenschecke bezeichnet.
Etwas leichter ist die Tschechische Schecke, deren dreifarbiger Farbenschlag der Rheinischen Schecke gleicht. Dieser Farbenschlag wurde 1910 bis 1920 völlig unabhängig von der Rheinischen Schecke durch Vaclav Hruby aus Pilsen gezüchtet und ursprünglich als Pilsener Schecke bezeichnet, bis sie als Farbenschlag der Tschechischen Schecke zugerechnet wurde.